# Épagny, Haute-Savoie
Épagny este o comună în departamentul Haute-Savoie din sud-estul Franței. În 2009 avea o populație de 3.858 de locuitori.

## Evoluția populației
| An        | 1975 | 1982  | 1990  | 1999  | 2006  | 2009  |
| --------- | ---- | ----- | ----- | ----- | ----- | ----- |
| Populație | 940  | 1.266 | 2.061 | 3.233 | 3.631 | 3.858 |